# Assassinato de Ahmet Yıldız
O assassinato de Ahmet Yıldız foi um caso de crime de ódio anti-LGBT ocorrido em 15 de julho de 2008 em Uscudar, Istambul. Seu assassinato pelas mãos de seu pai Yahya Yıldız, foi amplamente referido como o primeiro caso conhecido de homicídio por honra de homossexuais na Turquia.

## Assassinato
O estudante do Departamento de Física da Universidade de Mármara, Ahmet Yıldız entrou com uma queixa criminal junto ao promotor cerca de um ano antes do incidente, alegando que ele havia recebido ameaças de sua família. Na noite de 15 de julho de 2008, Yıldız, que tinha ido a um café, enfrentou o agressor após o qual ele tentou sair do carro e escapar. Ele foi baleado três vezes no peito e acabou morrendo devido aos ferimentos. Das cinco balas disparadas, uma feriu o candidato do AK Parti para o parlamento Ümmühan Daraca. Comentando após o incidente, o primo de Yıldız, Ahmet Kaya, disse: "Yıldız era o único filho de uma família curda extremamente religiosa e rica em Şanlıurfa". O advogado de direitos humanos da Lambda Istambul, Fırat Söyle, que já havia atuado como consultor de Yıldız, disse que três meses antes do assassinato, Yıldız apresentou uma queixa ao Ministério Público depois de receber ameaças de morte de sua família, mas o Ministério Público se recusou a iniciar uma investigação ou fornecer proteção a Yıldız. O assassinato de Yıldız teve ampla repercussão na imprensa local e estrangeira. O jornal britânico The Independent também cobriu o assunto e afirmou que os casos de crimes de honra não se limitavam à Turquia.

## Investigação e julgamento
O julgamento pelo assassinato de Ahmet Yıldız começou em 8 de setembro de 2009 e continuou com o julgamento de Yahya Yıldız como réu foragido. İbrahim Can, com quem Yıldız morou depois de deixar sua família, disse sobre o incidente: "Tenho visto o apoio de muitas organizações para lutar por meu amante. A Sra. Ümmühan, que ficou ferida no incidente, também nos ajudou abrindo o . Agradeço a ela. É surpreendente que os assassinos do meu querido Ahmet Yıldız não tenham sido capturados. Juntos, fomos ao gabinete do promotor e relatamos que sua família estava fazendo ameaças de morte. Acho que estamos sofrendo discriminação contra gays. não seria o caso se meu amante fosse uma mulher. Mas essa é minha escolha, e não é da conta de ninguém. " O caso é adiado para uma data posterior para a coleta de provas. Após a 6ª audiência, Can afirmou que iniciaria o processo do TEDH e afirmou: "Os assassinos não estão se manifestando. Ainda não foi emitido um mandado de prisão internacional. Quero esse mandado emitido na próxima audiência. O tribunal deve abandonar o seu atitude homofóbica. Isso agora se tornou uma causa política. O tribunal não mostra a vontade, determinação e esforço para prender o pai [da vítima]. Em um país homofóbico, não será desejável que eles esclareçam este caso."